# Stephan von Millenkovich (Oberst)

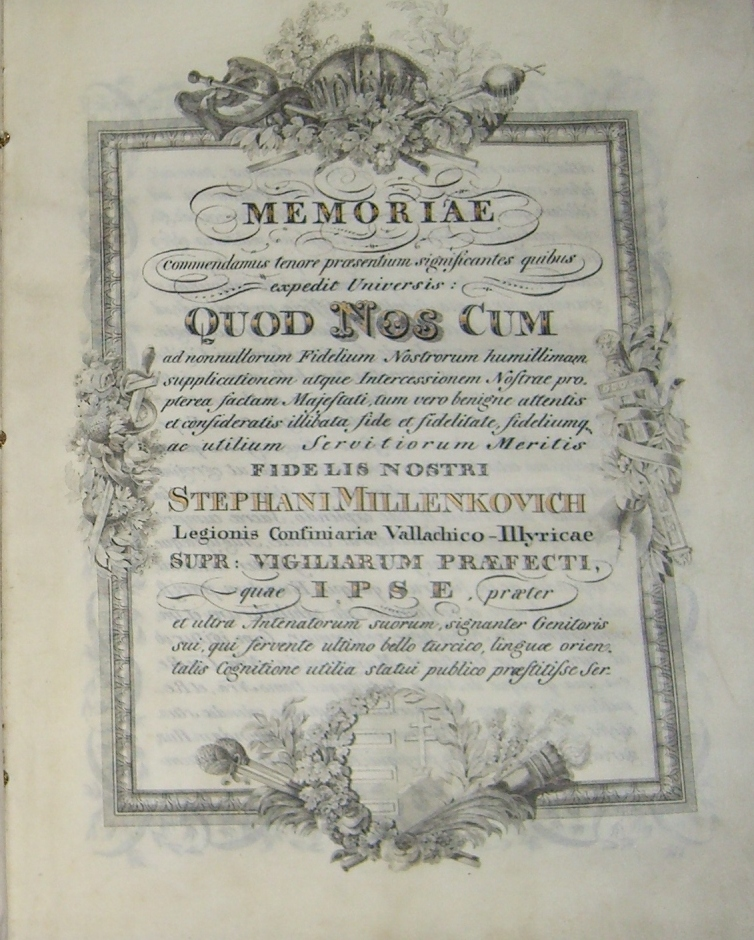
Erhebung in den Adelsstand 1835 durch Kaiser Ferdinand I. (Österreich)

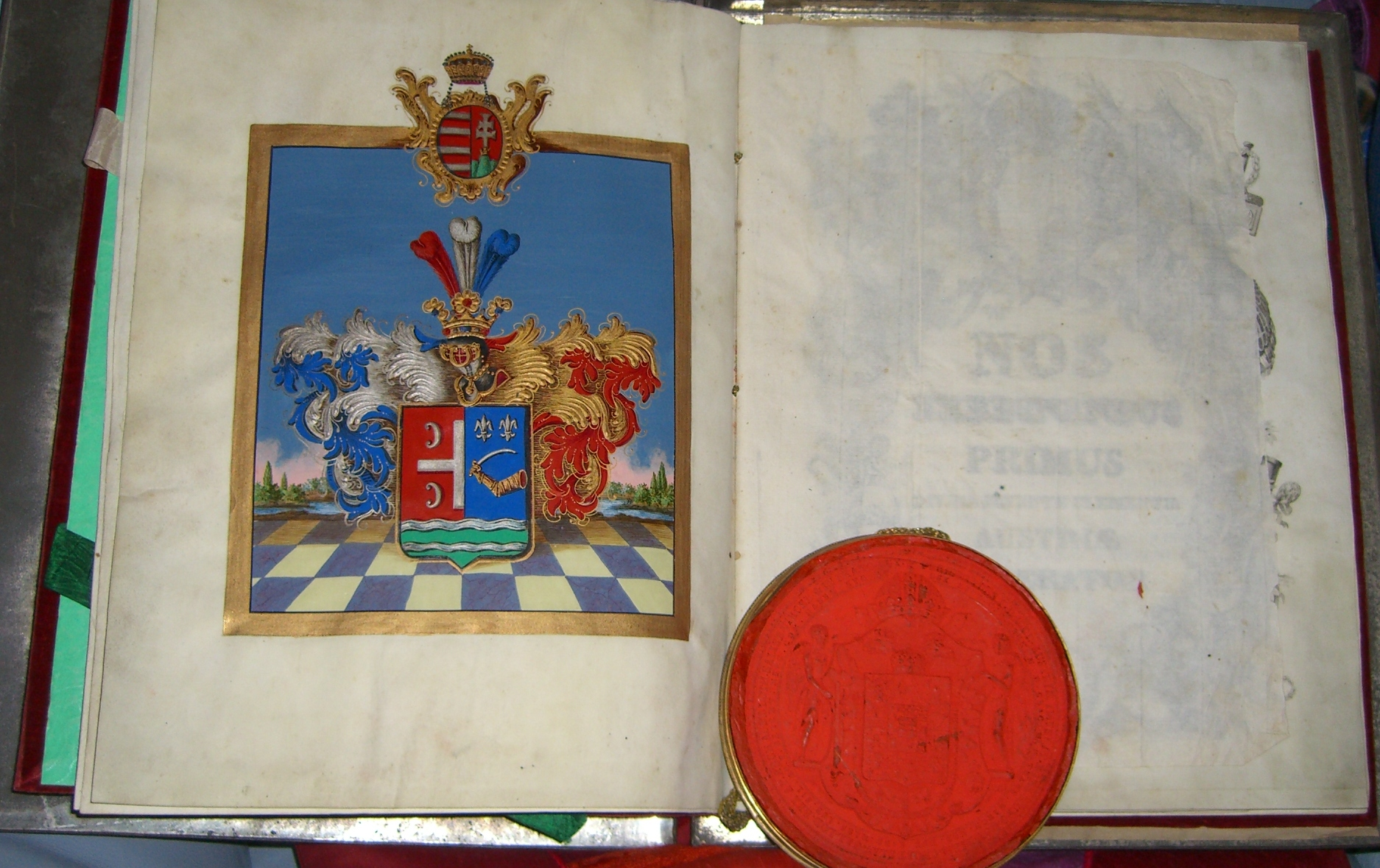
Familienwappen von Millenkovich

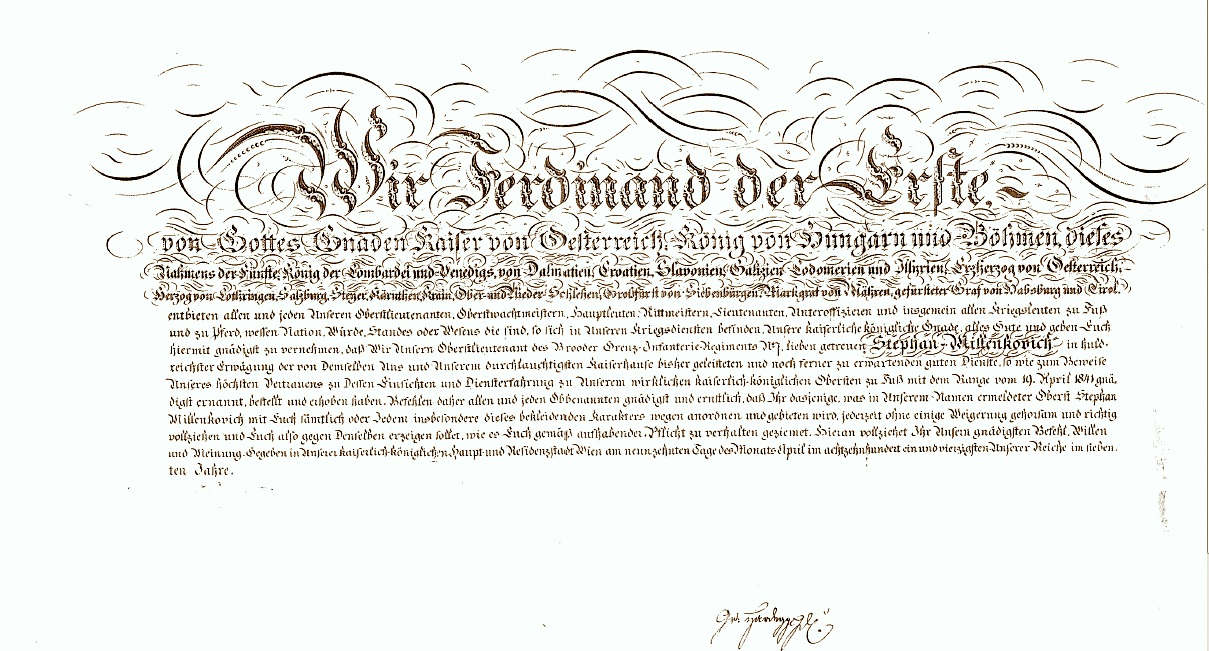
Ernennung zum Obersten 19. April 1841

Stephan von Millenkovich, eigentlich Stephan Millenkovich (* 26. Oktober 1785 in Pozarevac (Serbien); † 18. März 1863 in Wien) war Offizier, Oberstleutnant des Brooder Grenz-Infanterie-Regiments Nr. 7 und ab 1841 k.k. Oberst unter Kaiser Ferdinand I. (Österreich).

## Leben

### Werdegang
Stephan von Millenkovich entschied sich schon in jungen Jahren für die Militärlaufbahn. 
1813 wird er als Oberleutnant im Deutsch-Banatischem Regiment, einem an der Militärgrenze eingesetztem Regiment, angegeben. Als Kapitänleutnant war er 1821 im Wallachisch-Illyrischen Gränz-Infanterie-Regiment Nr. 13 und blieb dort für mehrere Jahre. Hier wurde er Anfang 1833 Major. Anfang 1838 wurde er, weiterhin im Gränz-Infanterie-Regiment Nr. 13, zum Oberstleutnant befördert und kam im gleichen Jahr zum IV. Szluiner Regiment (Slunj) (No. 63). 1840 wurde er von hier zum Brooder Gränz-Infanterie-Regiments Nr. 7 versetzt. Am 19. April 1841 wurde er von Kaiser Ferdinand I. zum Oberst ernannt, bestellt und erhoben. Mitte 1841 wurde er Kommandant des 3. Garnisons-Bataillons in Brood. Bis 1848 war er Bataillonskommandant. Anschließend wurde er in den Pensionsstand versetzt, aber direkt als Militär-Kommandant von Semlin reaktiviert. 1849 wurde er als Militär-Kommandant von Semlin aus der Armee verabschiedet. 1851 wird er als unangestellter Oberst gelistet.
Stephan von Millenkovich wurde am 17. September 1835 von Kaiser Ferdinand I. in den Adelsstand erhoben.

### Familie
Aus der Ehe mit Maria Pausz entstammte der Lyriker Stephan von Millenkovich (pseud. Stephan Milow).